# Rhopalomyia foliorum
Rhopalomyia foliorum är en tvåvingeart som först beskrevs av Friedrich Hermann Loew 1850.  Rhopalomyia foliorum ingår i släktet Rhopalomyia och familjen gallmyggor. Inga underarter finns listade i Catalogue of Life.